# Xã Conemaugh, Quận Somerset, Pennsylvania
Xã Conemaugh (tiếng Anh: Conemaugh Township) là một xã thuộc quận Somerset, tiểu bang Pennsylvania, Hoa Kỳ. Năm 2010, dân số của xã này là 7.279 người.